# Listă de filme braziliene din 2002
Aceasta este o listă de filme braziliene din 2002:

## Lista
| Titlu                                      | Regizor                        | Actori                                       | Gen             | Note                                                         |
| ------------------------------------------ | ------------------------------ | -------------------------------------------- | --------------- | ------------------------------------------------------------ |
| Amarelo manga                              |                                |                                              |                 |                                                              |
| Açaí Com Jabá                              |                                |                                              |                 |                                                              |
| Armadilha para turistas                    |                                |                                              |                 |                                                              |
| Armas E Paz                                |                                |                                              |                 |                                                              |
| As Três Marias                             |                                |                                              | Drama           |                                                              |
| Bus 174                                    | José Padilha                   |                                              | Documentary     | Documentary about bus hijacking                              |
| City of God                                | Fernando Meirelles, Kátia Lund | Alice Braga, Matheus Nachtergaele, Seu Jorge | Crime drama     | Four Academy Award nominations many wins, screened at Cannes |
| Durval Discos                              | Anna Muylaert                  |                                              | Comedy, Drama   |                                                              |
| Eu Não Conhecia Tururu                     |                                |                                              | Drama           |                                                              |
| Gilberto Gil - Kaya N'Gandaya              |                                |                                              |                 |                                                              |
| Histórias do Olhar                         |                                |                                              |                 |                                                              |
| Mango Yellow                               |                                | Matheus Nachtergaele                         | Drama           | 24 Wins & 13 Nominations at various events                   |
| Madame Satã                                | Karim Aïnouz                   |                                              |                 | Screened at the 2002 Cannes Film Festival                    |
| Nasceu O Bebê Diabo Em São Paulo           |                                |                                              | Documentary     |                                                              |
| O Santo Mágico                             |                                |                                              | Drama           |                                                              |
| Overwhelming Women                         |                                |                                              | Comedy          |                                                              |
| Uma Onda No Ar                             |                                |                                              | Drama           |                                                              |
| O Invasor                                  | Beto Brant                     | Paulo Miklos, Sabotage                       | Drama, Thriller |                                                              |
| Two Summers                                | Jorge Furtado                  |                                              | Comedy          |                                                              |
| Xuxa e os Duendes 2 - No caminho das Fadas | Xuxa                           |                                              |                 |                                                              |
| Zico                                       |                                |                                              |                 |                                                              |